# Rifferswil
Rifferswil é uma comuna da Suíça, no Cantão Zurique, com cerca de 805 habitantes. Estende-se por uma área de 6,50 km², de densidade populacional de 124 hab/km². Confina com as seguintes comunas: Aeugst am Albis, Hausen am Albis, Kappel am Albis, Mettmenstetten.
A língua oficial nesta comuna é o Alemão.